# Calliergonaceae
Calliergonaceae, porodica pravih mahovina u redu Hypnales. Sastoji se od pet rodova

## Rodovi
1. Calliergon (Sull.) Kindb.
2. Hamatocaulis Hedenäs
3. Loeskypnum H. K. G. Paul
4. Straminergon Hedenäs
5. Warnstorfia Loeske